# Фридрих (Бавария)
Вижте пояснителната страница за други личности с името Фридрих.
Фридрих (на немски: Friedrich der Weise; * 1339; † 4 декември 1393, Будвайс) от династията на Вителсбахите, е херцог на Херцогство Бавария от 1375 до 1392 г. и херцог на Бавария-Ландсхут след подялбата на земите, от 1392 г. до смъртта си.

## Биография
Той е вторият син на Стефан II (херцог на Бавария) и на първата му съпруга Елизабета Сицилийска (1309 – 1349), дъщеря на Федериго II (крал на Сицилия). Брат е на Стефан III, Йохан II и Агнес, която се омъжва за Якоб I (крал на Кипър, Йерусалим и Армения 1382 – 1398). Фридрих е внук на император Лудвиг IV Баварски († 1347).
На 16 май 1360 г. се жени за Анна от Нойфен (* ок. юли 1327; † 17 октомври 1380), дъщеря на граф Бертхолд IV фон Нойфен-Марщетен-Грайзбах († 1342) и графиня Елизабет фон Труендинген († 1331). Една година след това се ражда дъщеря му Елизабета Баварска. Тя се омъжва след 1367 г. за Марко Висконти, син на управителя на Милано Бернабо Висконти. Нейната зестра е 45 000 гулдена.
Фридрих получава през 1375 г. богатото Херцогство Долна Бавария със столица Ландсхут и управлява първо заедно с чичо си Ото V, след неговата смърт през 1379 г. той управлява сам и плаща годишно на братята си в Бавария по 4000 гулдена.
След смъртта на първата му съпруга Анна той се жени през 1381 г. за Мадалена Висконти (1366 – 1404), която е сестра на неговия зет Марко и дъщеря на Бернабо Висконти. С нея той има пет деца, между тях дъщеря Елизабета и син Хайнрих Богатия, който наследява баща си като херцог.
През 1383 г. Фридрих се бие на френска страна във Фландрия против англичаните.
На 1 ноември той служи в Париж с годишна пенсия от 4000 франка при крал Карл VI. Той помага на Карл VI да се ожени за неговата племенница Елизабета Изабела, дъщерята на брат му Стефан III. През лятото на 1385 г. той придружава Елизабета – по-късно наречена Isabeau de Bavière – в Амиен за сватбата.
При подялбата на земята на 19 ноември 1392 г. той успява да задържи Долна Бавария с Ландсхут, Йохан II получава Бавария-Мюнхен и Стефан III получава Бавария-Инголщат.
Фридрих е дълго време съветник на крал Венцел по правни въпроси и дълго време е смятан, че ще стане наследник на болнавия крал. Неговата внезапна смърт при служебно яздене му пречи да са се възкачи на кралския трон на дядо му Лудвиг Баварски.

## Деца
От брака си с Анна от Нойфен има една дъщеря:
- Елизабета Баварска (1361 – 1382), омъжена сл. 1367 г. за Марко Висконти (1353 – 1382), господар на Парма.

От брака си с Мадалена Висконти има пет деца:
- Елизабета Баварска (1383 – 1442), омъжена за Фридрих I, курфюрст на Бранденбург;
- Маргарета (* 1384), погребана в манастир Райтенхаслах;
- Хайнрих XVI (1386 – 1450), херцог на Бавария-Ландсхут;
- Магдалена Баварска (1388 – 1410), омъжена за Йохан Майнхард VII от Гьорц-Кирхберг, пфалцграф в Каринтия и граф на Кирхберг в Швабия;
- Йохан (1390 – 1396), погребан в манастира Райтенхаслах.